# Controverse privind încălzirea globală
Controversele privind încălzirea globală se referă la dezbaterile publice asupra faptului dacă încălzirea globală are loc cu adevărat, ce schimbări a provocat în timpurile moderne, ce anume a determinat-o, care sunt efectele sale, ce anume măsuri ar trebui luate pentru a o stopa. În literatura de specialitate, există un consens puternic că temperaturile terestre globale au crescut în ultimele decenii și că tendința este cauzată în primul rând de emisiile antropice de gaze cu efect de seră. Nicio comunitate științifică națională sau internațională nu contrazice acest punct de vedere, deși membrii câtorva astfel de organizații au păreri împărțite. Disputele asupra faptelor științifice esențiale ale încălzirii globale sunt acum mult mai răspândite în mass-media populară decât în do meniul științific al literaturii de specialitate, unde astfel de probleme sunt tratate ca rezolvate, iar aceste dispute apar mai mult în Statele Unite decât la nivel global.

## Vezi și
- Răcire globală